# ويليام د. بارنز
ويليام د. بارنز (بالإنجليزية: William D. Barnes)‏ هو سياسي أمريكي، ولد في 4 أبريل 1856، وتوفي في يوليو 1927. حزبياً، نشط في الحزب الجمهوري. وقد انتخب عضو مجلس ولاية نيويورك.